# Teyloides bakeri
Genre
Espèce
Teyloides bakeri, unique représentant du genre Teyloides, est une espèce d'araignées mygalomorphes de la famille des Anamidae.

## Distribution
Cette espèce est endémique d'Australie-Méridionale. Elle se rencontre sur le mont Lofty.

## Description
La carapace du mâle holotype mesure 6,5 mm de long sur 5,3 mm et l'abdomen 7,0 mm de long sur 4,2 mm et la carapace de la femelle paratype mesure 7,0 mm de long sur 5,7 mm et l'abdomen 11,0 mm.

## Étymologie
Cette espèce est nommée en l'honneur de Geoff H. Baker.

## Publication originale
- Main, 1985 : Further studies on Australian Diplurinae: a review of the genera of the Teylini (Araneae: Mygalomorphae: Dipluridae). Australian Journal of Zoology, vol. 33, no 5, p. 743-759.